# Панареа (острво)
Панареа је најмање од седам насељених Еолских острва, архипелага вулканског порекла који се налази северно од Сицилије. Острво административно припада липарској општини. Тренутно на острву стално пребивалиште има око 280 становника. Током лета популација се драматично повећава са приливом туриста, посебно током јула и августа. Последњих година, острво је постало међународно познато по својим познатим посетиоцима.

## Географија
Острво је активни вулкан са укупном површином од само 3,4 km2. Највиша тачка на острву је Пунта дел Корво са 421 m надморске висине. У близини села Пунта ди Пепе е Марија постоје термални извори. Роњење је популарна активност на Панареи.
Острво је окружено са неколико оточића и шкрапа до којих се може доћи само чамцем који Панареју чине јединственом и лако препознатљивом међу осталим Еолским острва.